# Lac Ermistu
Le lac Ermistu (en estonien : Ermistu järv) ou lac Tõstamaa (en estonien : Tõstamaa järv) est un lac du comté de Pärnu en Estonie.

## Géographie
Le lac Ermistu est situé dans la partie nord-ouest du comté de Pärnu, dans la partie ouest de la ville de Pärnu, à environ 2 km au nord de la ville de Tõstamaa. 
Le lac sse deverse dans la rivière Tõstamaa (et).
La superficie du lac Ermistu dépend de l'ouverture ou de la fermeture du barrage construit à l'exutoire du lac, sa superficie maximale est de 480 hectares. 
La partie la plus profonde est la partie Nord-ouest et Est du lac, où la profondeur atteint 2,9 mètres.
Il existe de nombreuses petites îles de tourbe dans la partie sud-ouest du lac.
Dans la partie nord du lac Ermistu se trouve Väike Kivissaar.
Les rives du lac Ermistu sont peu profondes et boueuses ou tourbeuses. La rive orientale est à certains endroits sablonneuse. 
Le fond du lac est sablonneux sur la rive Est, caillouteux au nord, argileux au milieu du lac, boueux ailleurs, la couche de boue peut atteindre 12 mètres d'épaisseur au sud-ouest.